# Писманник, Михаил Константинович
Михаил Константинович Писманник (23 декабря 1905, Могилёв — 21 апреля 1988) — советский кинодраматург, кинокритик, сценарист.

## Биография
Окончил три курса Академии связи им. Подбельского. С 1924 года сотрудничал в центральной прессе («Известия», «Литературная газета», «Советское искусство») и журналах «Новый зритель», «Жизнь искусства», «Огонёк». Автор ряда брошюр об актёрах советского кино.
Урна с прахом захоронена в колумбарии Донского кладбища.

## Творчество

### Сценарии к фильмам
- Страницы былого (1957)
- Десять шагов к востоку (1960)
- Загадочный 102 (1964)
- Путь к антивеществу (1966)
- Ошибка Герберта Уэллса (1977)

### Избранные произведения
- Абрамов А. И., Писманник М. К. Добрый снег : Драм. эпизоды с одним антрактом. — М., 1967. — 61 с.
- Абрамов А. И., Писманник М. К. Страницы былого : Киносценарий. — М.: Искусство, 1958. — 78 с. — 15 000 экз.